# Lipețk
Lipețk (ru. Липецк) este un oraș din regiunea Lipețk, Federația Rusă. Lipețk este centrul administrativ al Regiunii Lipețk.
Are o populație de 502.600 locuitori (1 ianuarie 2007). Este locul de naștere al jurnalistului român Andrei Gheorghe.

## Personalități
- Andrei Gheorghe (1962 - 2018), jurnalist român,